# Новождамирово
Новождамирово — бывшее село в городском округе Калуга Калужской области России. В 2019 году включено в черту города Калуга.

## История
Населённый пункт Новождамирово был образован 12 мая 2003 года как деревня Ферзиковского района Калужской области. С 29 декабря 2004 года Новождамирово носило статус села. 9 июля 2008 года село исключено из состава сельского поселения «Деревня Красный Городок» Ферзиковского района и включено в состав городского округа «Город Калуга». 6 апреля 2019 Новождамирово как самостоятельный населённый пункт было упразднено и включено в состав Калуги.

## География
Территория Новождамирово находится в центральной части Калужской области, в зоне хвойно-широколиственных лесов, в пределах северо-западного склона Среднерусской возвышенности, в непосредственной близости от города Калуги, административного центра области.

### Климат
Климат характеризуется как умеренно континентальный, с тёплым летом и холодной снежной зимой. Среднегодовая многолетняя температура воздуха составляет 3,8 °С. Средняя температура воздуха самого тёплого месяца (июля) — 17,6 °C (абсолютный максимум — 38 °C); самого холодного (января) — −10 °C (абсолютный минимум — −46 °C). Безморозный период длится в среднем 149 дней. Среднегодовое количество атмосферных осадков составляет 738 мм, из которых большая часть (467 мм) выпадает в тёплый период. Снежный покров держится в течение 139 дней.

### Часовой пояс
Новождамирово, как и вся Калужская область, находится в часовой зоне МСК (московское время). Смещение применяемого времени относительно UTC составляет +3:00.

## Население
| 2010 |
| ---- |
| 80   |

## Уличная сеть
В Новождамирово были две улицы: Дорожная и Новождамировская.